# Wehikuł czasu (singel)
Wehikuł czasu – piąty singel polskiego zespołu rockowego Dżemu z albumu Najemnik wydany w 1989 roku.

## Opis
Utwór ten jest uważany za jeden z największych przebojów zespołu Dżem. Jednak jedna z najbardziej znanych wersji utworu została nagrana w katowickim Spodku w 1992 roku, a następnie umieszczona na płycie z tego koncertu pt. Wehikuł czasu – Spodek ’92. Był to ostatni utwór w wykonaniu Ryszard Riedla.
Utwór znalazł się także na płytach: Akustycznie (1994), Dżem w Operze cz. 1 i 2 (1998, 1999), Gwiazdy polskiej muzyki lat 80. (2007) oraz RMF FM - Najlepsza Muzyka Po Polsku 3 (2009).

## Pozycje na listach przebojów
| Rok  | Kraj   | Notowanie                          | Pozycja |
| ---- | ------ | ---------------------------------- | ------- |
| 1998 | Polska | Lista przebojów Programu Trzeciego | 25      |
| 2012 | Polska | Polski Top Wszech Czasów           | 16      |

## Twórcy
- Wokal: Ryszard Riedel
- Tekst:  Ryszard Riedel
- Kompozytor: Adam Otręba

## Inne wykonania
- Rafał Brzozowski – nagrał własną wersję utworu w 2017 roku.
- Metallica – nagrał własną wersję utworu w 2018 roku[3].